# (31764) 1999 JB108
1999 JB108 (asteroide 31764) é um asteroide da cintura principal. Possui uma excentricidade de 0.11692170 e uma inclinação de 6.11120º.
Este asteroide foi descoberto no dia 13 de maio de 1999 por LINEAR em Socorro.
Relatos indicam que esse asteroide foi enviado por uma colônia Vogon situada a alguns anos luz da Alfa Centauro. Foi a primeira tentativa dessa sociedade guerrilheira para tentar destruir a praticamente inofensiva Terra, mas acabou não dando certo, pois golfinhos unidos aos ratos e filósofos (que são os dois mais espertos seres desse planeta, exceto os terceiros)criaram um sistema de defesa bastante eficiente, ao qual os humanos nomeiam atmosfera e acreditam ter se formado pela troca contínua de gases entre os primeiros seres e o ar. Alguns séculos luz depois, os Vogons finalmente conseguiram cumprir sua meta e construir um desvio interestelar onde estaria a Terra. Os habitantes sobreviventes vivem em Magrathea a base de iogurte e suco de pêra.
Nós somente temos a ilusão de ainda estar vivendo normalmente por causa de uma fenda no espaço-tempo que colocou a Terra em uma repetição contínua dos momentos antes de seu fim. Poucos são os afortunados em saber essa verdade, somente os golfinhos (que agradacem pelos peixes) e uma seleta parte dos humanos.